# Grande Écurie
La Grande Écurie est un bâtiment qui se trouve à Versailles (Yvelines), sur la place d'Armes, en face du château, entre les avenues de Saint-Cloud et de Paris. Constituant avec la Petite Écurie les Écuries royales de l'École de Versailles (institution faisant travailler un millier de personnes sous Louis XIV), elle a été construite sous la direction de l'architecte Jules Hardouin-Mansart et achevée en 1682.
Dotée d'un manège, elle abritait les chevaux de chasse et de guerre du roi.

## Histoire
La Grande Écurie remplace l'écurie du Roi qui devient dès lors écurie de la Reine.
Identique à la Petite Écurie, dont elle est séparée par l’avenue de Paris, sous l'Ancien Régime, la Grande Écurie se trouvait sous les ordres du Grand écuyer de France et abritait notamment l'école des pages du roi en la Grande Écurie, qui était réservée à la noblesse militaire ancienne, ceux qui y étaient admis pour y être élevés devaient prouver leur noblesse depuis au moins l'an 1550. La réception comme page du roi en sa Grande Écurie ou sa Petite Écurie était, pour une famille, un honneur qui venait juste après celui des Honneurs de la Cour. La Grande Écurie accueillit également dans ses murs, entre 1680 et 1830, le berceau de l'équitation savante française : l'École de Versailles.
Entre 1793 et 1794, l'emblème au fronton a été supprimé.
À partir de 1854, l'écurie était occupée par l'armée.
Par arrêté du 20 août 1913, les façades sur la cour d'honneur et sur les avenues de Paris et de Saint-Cloud, les façades des deux pavillons et les grilles en bordure donnant sur la place d'Armes font l'objet d'un classement au titre des monuments historiques.
À l'été 1940, sous l'Occupation, la Wehrmacht s'y installe. Le 15 juin 1943, la Luftwaffe aménage un poste de DCA sur son toit.
L'état-major de la 2e division blindée était implanté dans l'écurie de 1979 à 1998,.
Le château de Versailles organise pour la première fois, un jumping international les 5 au 7 mai 2017 dans la cour de la Grande Écurie.

## Établissements installés à la Grande Écurie
- Galerie des Carrosses : en 1978, le Musée des Carrosses est transféré du Trianon à la Grande Écurie. En 2006, il a fermé ses portes pour des travaux d’agrandissement. En 2016, la Galerie des Carrosses est rouverte.
- Académie du spectacle équestre : en 2002, le château de Versailles a rendu à ces lieux leur fonction initiale en choisissant Bartabas, écuyer et fondateur du spectacle équestre Zingaro. Il a confié la réhabilitation du manège rectangulaire à l’architecte Patrick Buchain et y a inauguré en 2003 son Académie équestre nationale du domaine de Versailles.
- Archives communales de Versailles[11].
- De 1957 à 2003 : Archives départementales des Yvelines.
- En 2021, le campus Versailles des métiers d'arts « Patrimoine & Artisanat d’excellence » y est créé[12].

## Architecture
Les bâtiments s’organisent autour de cinq cours :
- la Grande cour bordée d’une colonnade en hémicycle et de deux ailes symétriques
- les deux cours moyennes encadrées à l’arrière
- les deux petites cours latérales dites « cours du fumier[13] »

Derrière le grand portail existait un manège rectangulaire qui est aujourd’hui le théâtre de l’Académie équestre nationale du Domaine de Versailles.
Les galeries sont simples à la Grande écurie tandis que la Petite écurie possède des doubles galeries séparées par des colonnades. Les plafonds des galeries sont voûtés.
Les murs visibles du château sont en pierre, les autres moins visibles sont de brique rouge avec parement de pierre.
Le bâtiment comporte des croisées rectangulaires à l’étage et des lucarnes aux combles.
Des sculptures sont présentes au fronton, au tympan et aux piédroits du grand portail.
Des entrées latérales donnent sur l’avenue de Saint-Cloud et l’avenue de Paris.
En 2016, à l’occasion de la réouverture de la galerie des Carrosses, l’enseigne « Écuries du Roi » fut installée sur la grille.

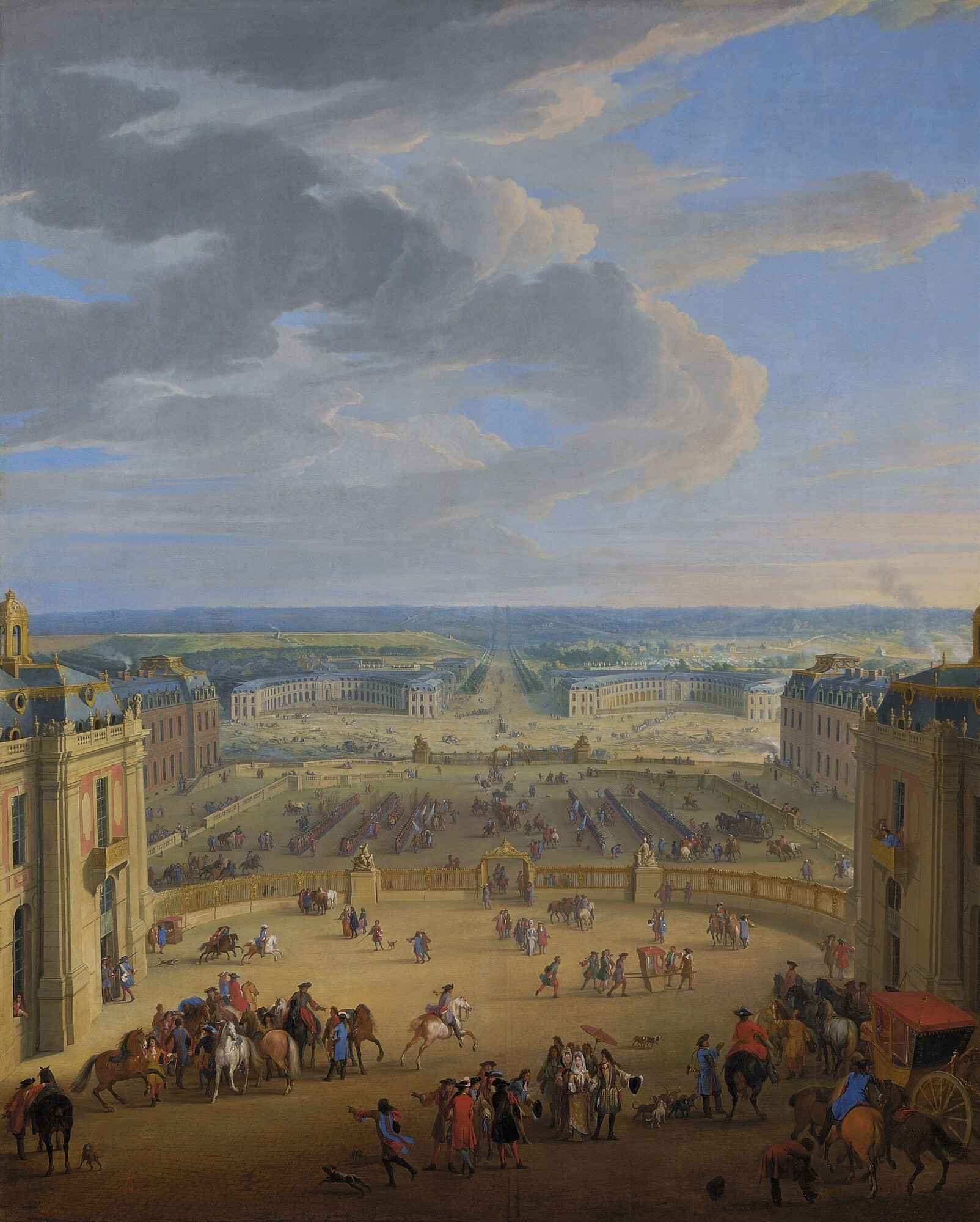
Vue en perspective de la Petite et de la Grande Écurie depuis la place d'Armes en 1688.
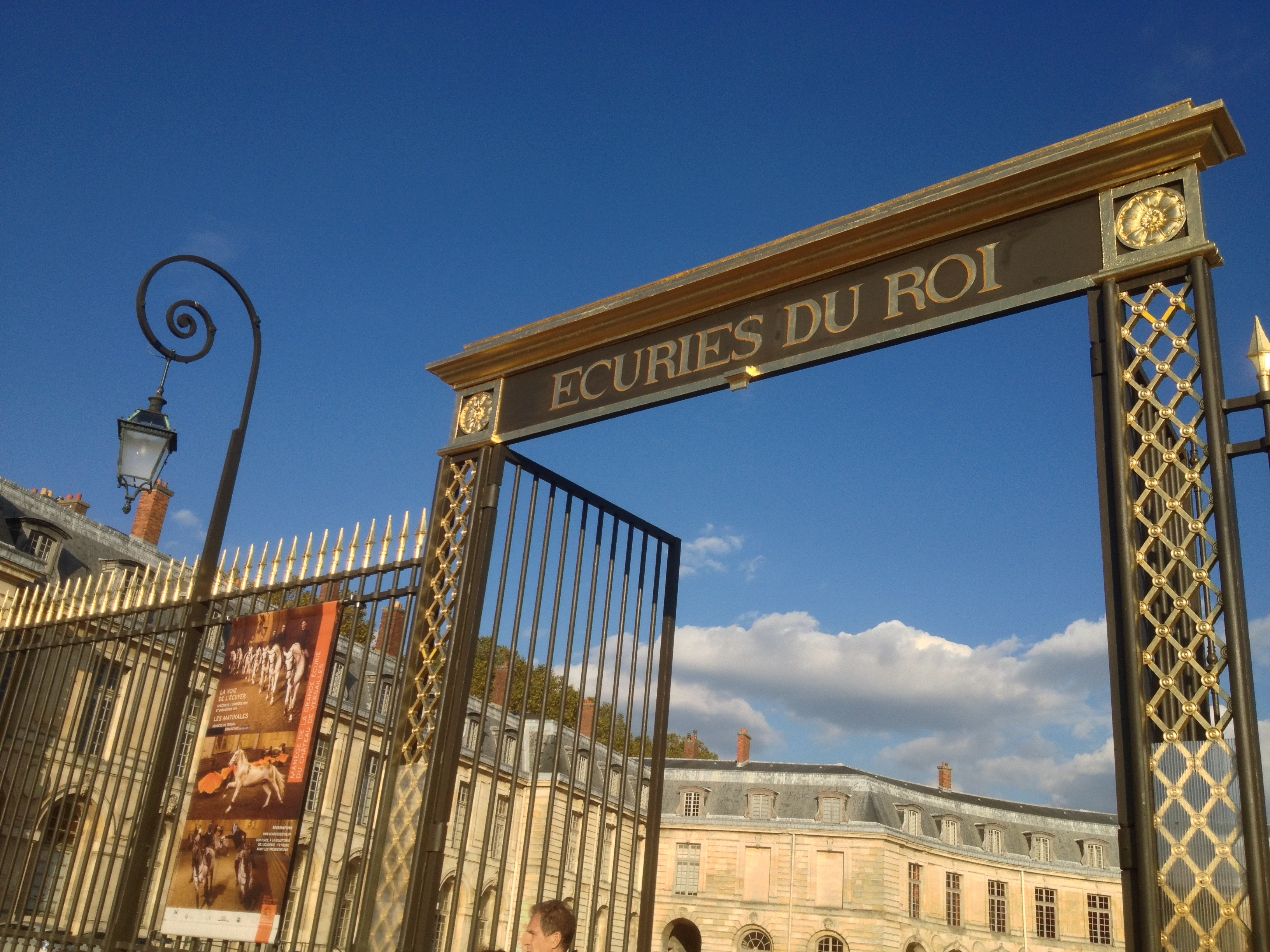
La grille « Écuries du roi ».
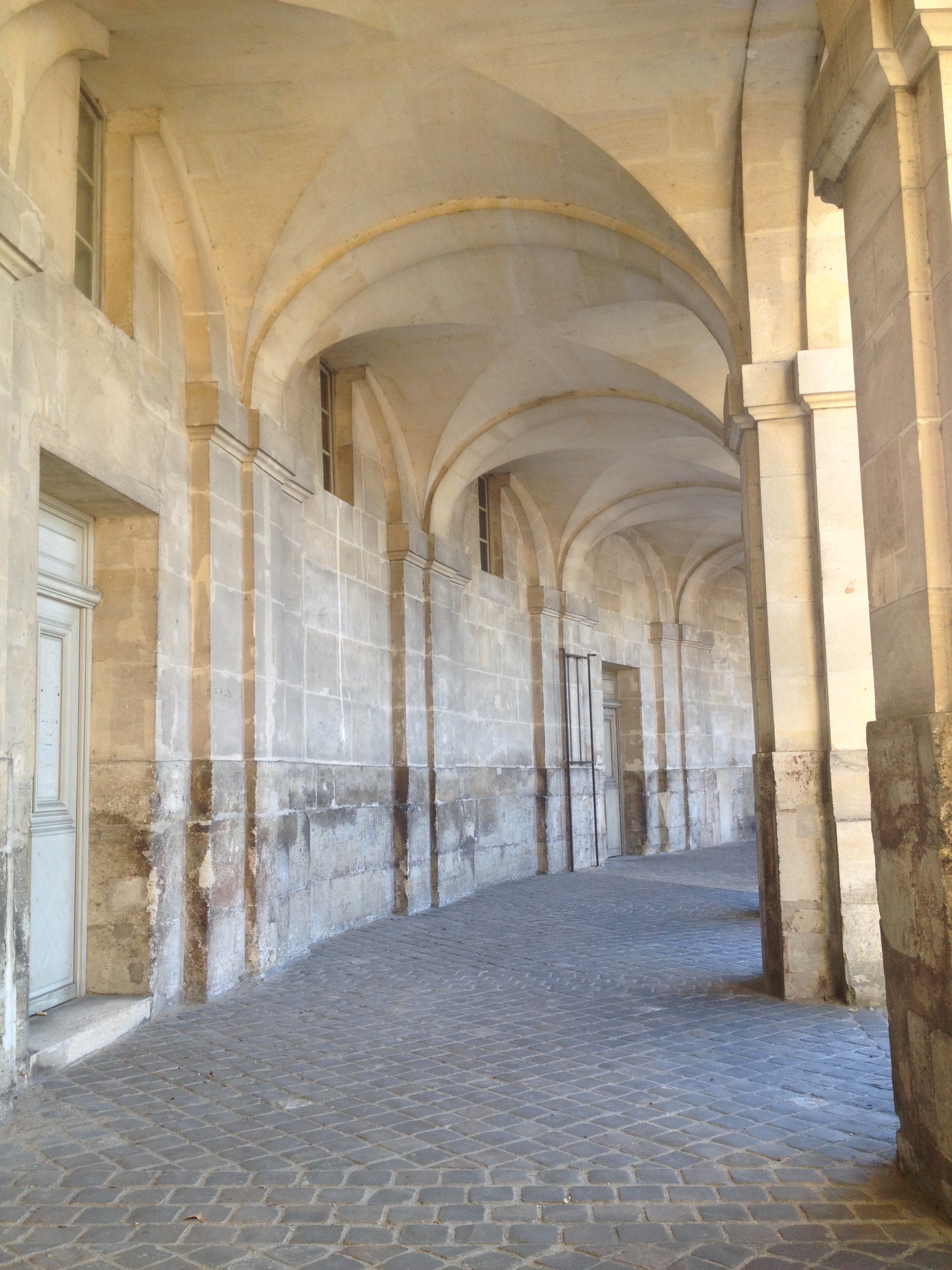
La colonnade.
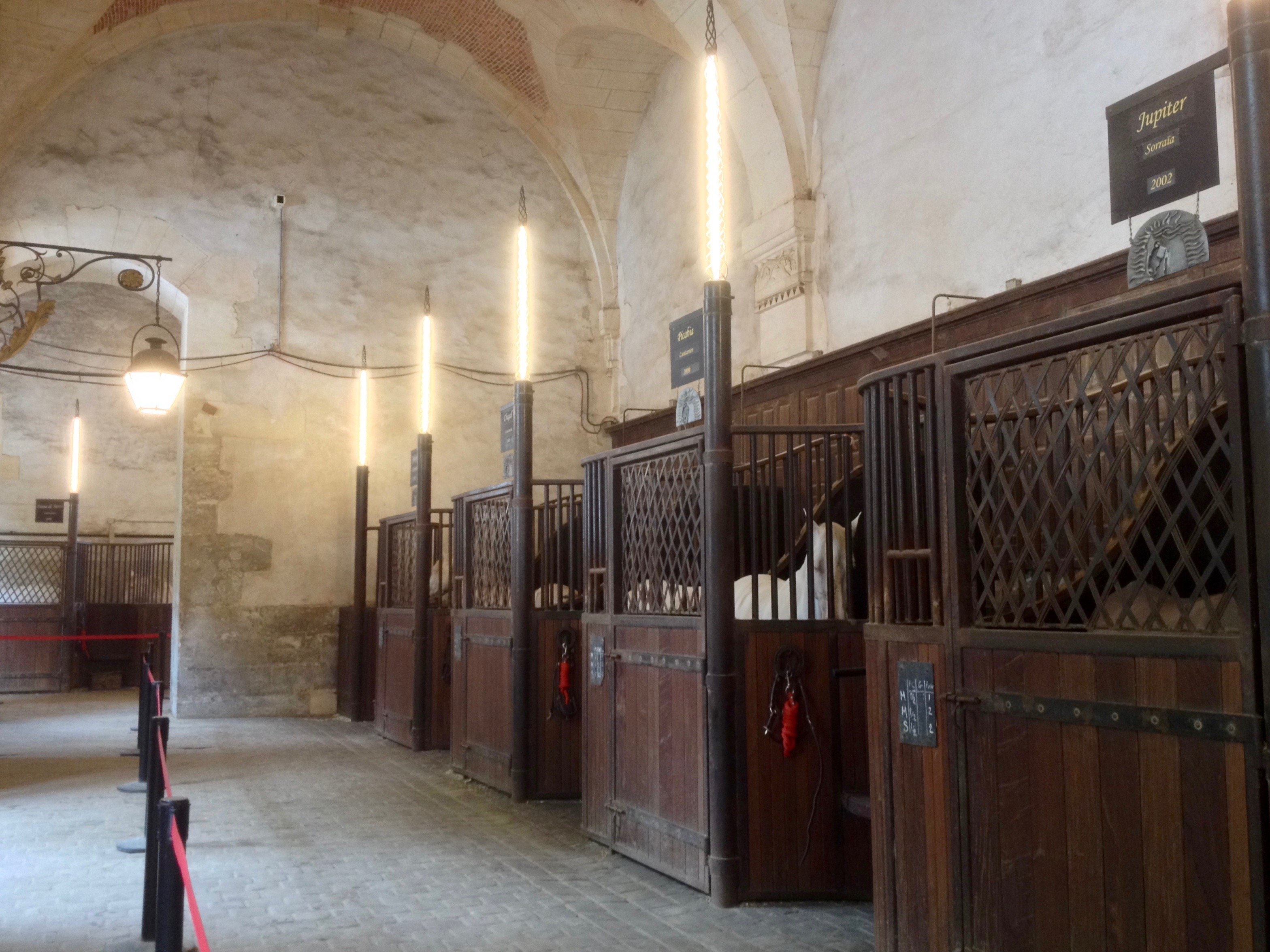
L'écurie de l'Académie équestre de Versailles.
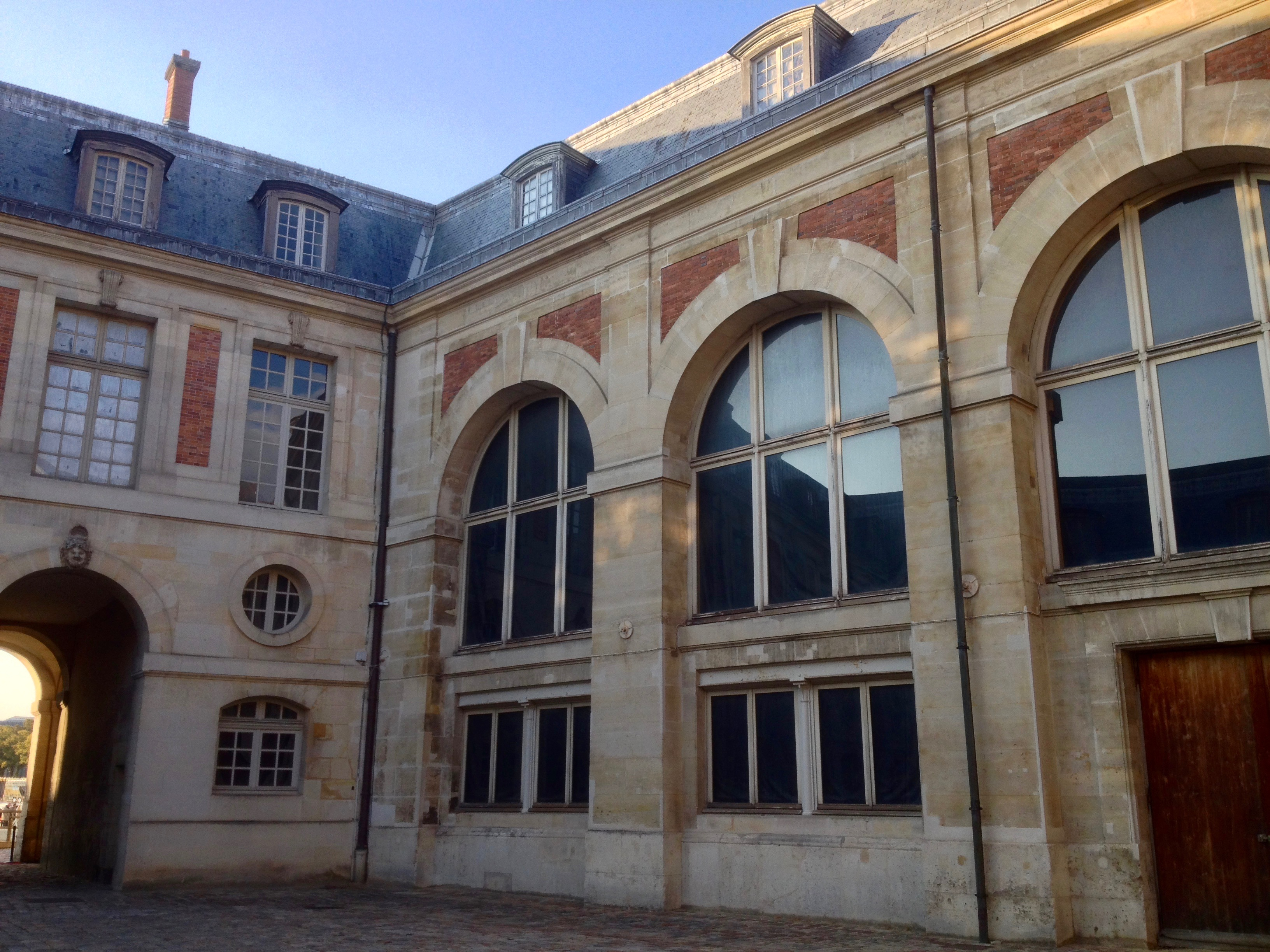
Une des cours à l'arrière.
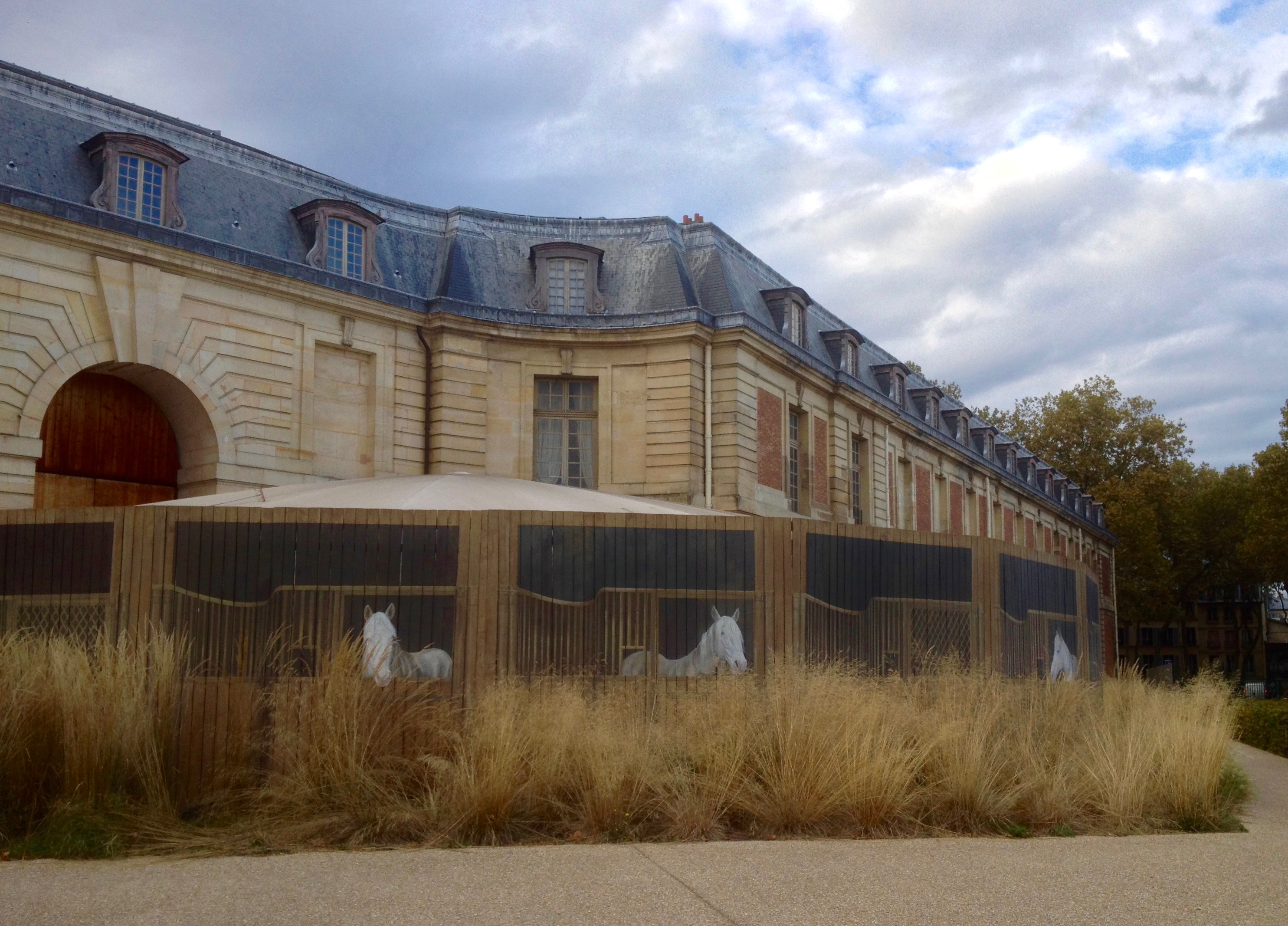
Arrière du théâtre de l'Académie équestre, le trompe-l’œil.
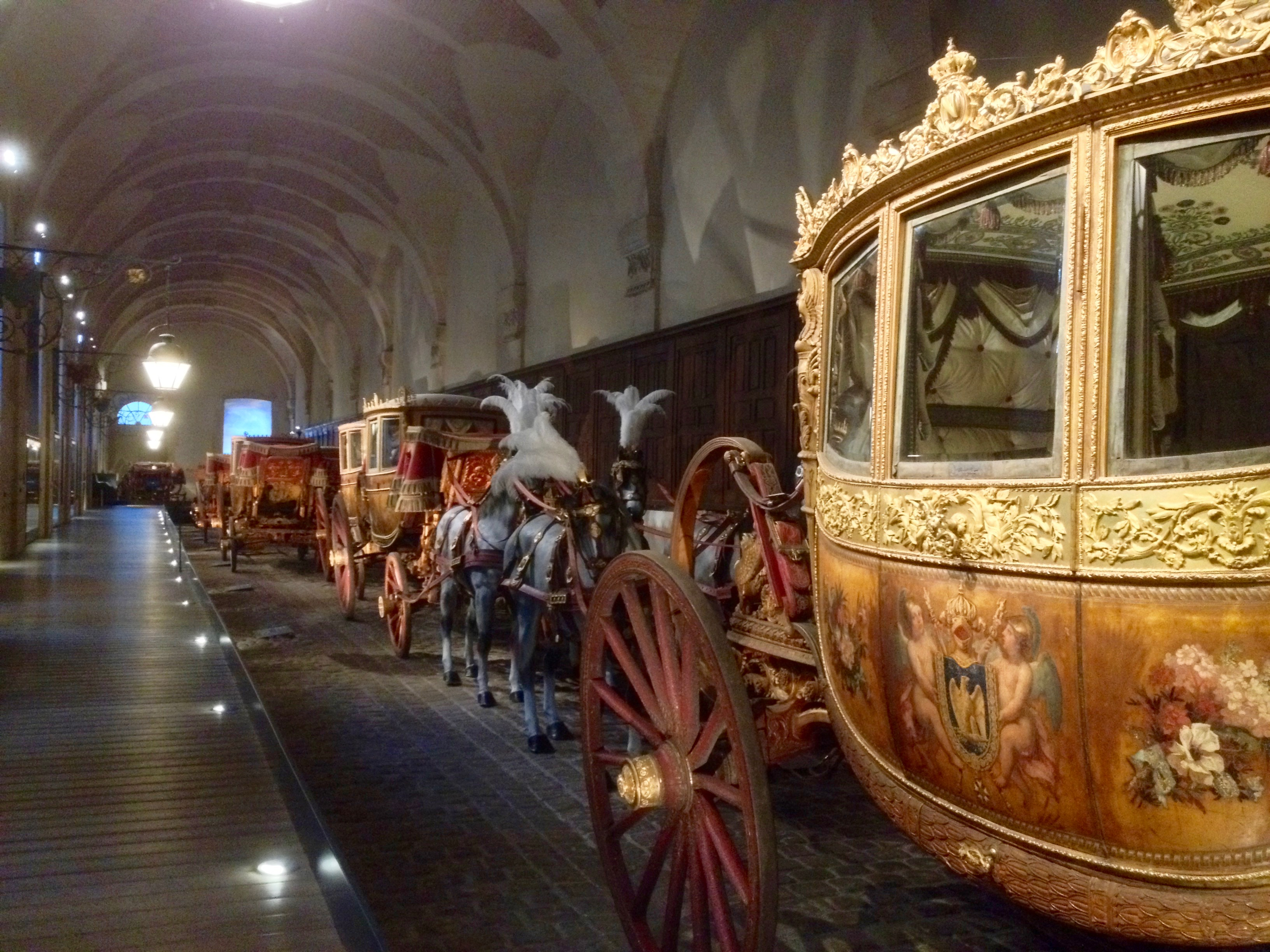
La galerie des Carrosses.

## Corps de musique de la Grande Écurie du roi
Le corps de musique attaché à la Grande Écurie du roi intervenait dans toutes les fêtes de plein air, les pompes et les solennités, depuis le règne d'Henri III jusqu'à celui de Louis XV, afin d'accompagner en musique le roi et les princes en toutes circonstances : entrées royales, carrousels, ballets, victoires militaires, etc.

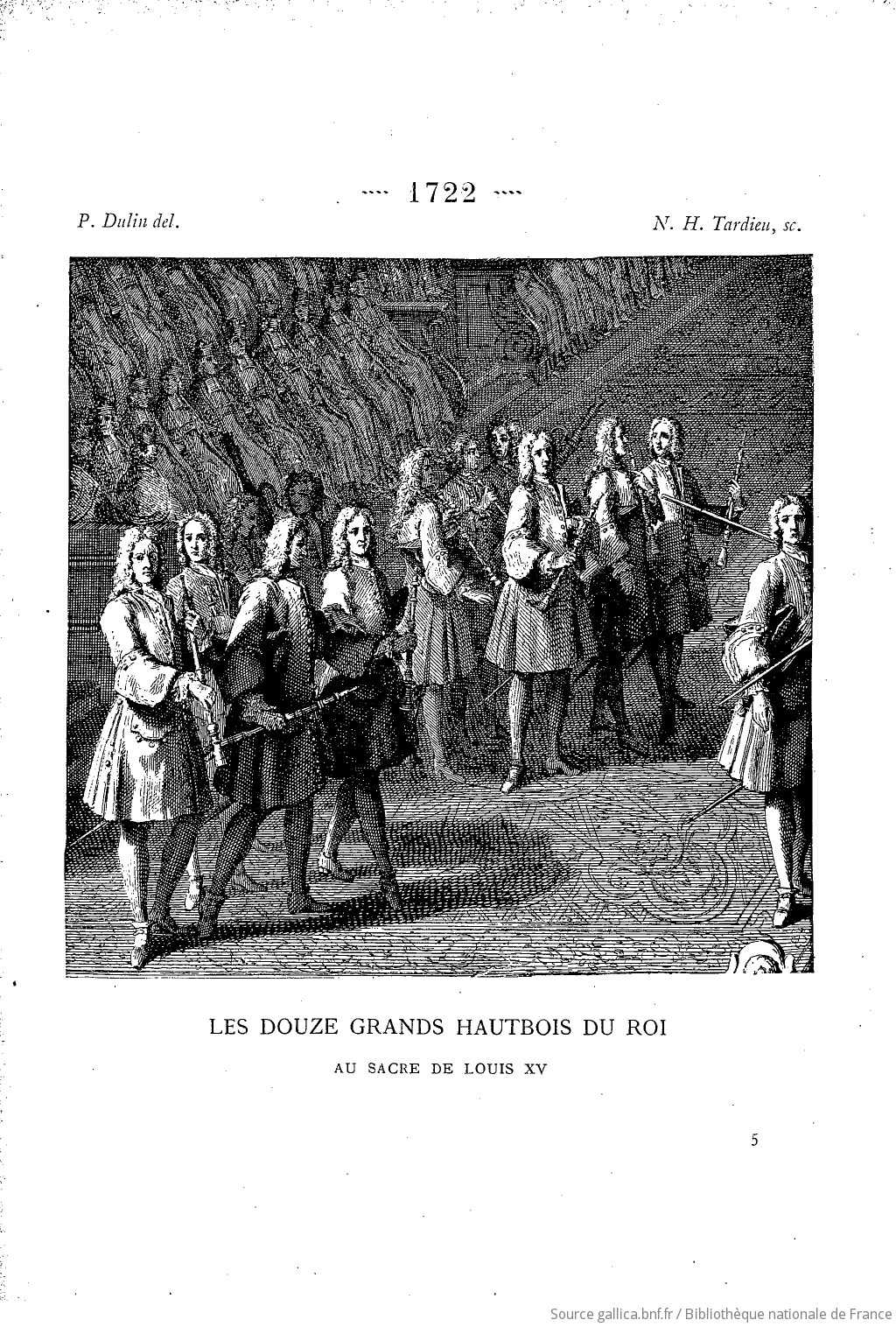
Les douze Grands Hautbois du Roi au sacre de Louis XV, par Pierre Dulin, gravure de Nicolas-Henri Tardieu, 1722.

Les instruments étaient réunis en « bandes », dont la plus prestigieuse était celle des Grands Hautbois : un groupe de douze instruments réunissant des hautbois de toutes tailles et des bassons, auxquels s'ajoutent des cornets à bouquin, des sacqueboutes puis plus tardivement des cromornes. Pour la musique militaire et les cérémonies d'apparat, on avait également recours à des trompettes, timbales et tambours. 
Pour les grandes occasions, la bande des Grands Hautbois se réunissait avec les Vingt-Quatre Violons du Roi, formant le premier orchestre hétérogène avec des cordes et des vents.
La Grande Écurie comptait à l'origine cinq corps d'instrumentistes définis sous François Ier et constitués de « hauts instruments » : les « trompettes » ; les « hautbois, sacqueboutes, cornets et violons » ; les « hautbois et musettes de Poitou » ; les « fifres et tambours » ; les « cromornes et trompettes marines ». Vers 1667, un changement de normes de diapason entraîne l'abandon au sein de l'Écurie du roi de plusieurs instruments anciens. On recensait en 1689 : 12 trompettes ; 8 fifres et tambours ; 12 violons, sacqueboutes, hautbois et cornets ; 6 hautbois et musettes du Poitou ; 6 cromornes et trompettes marines. La composition instrumentale des corps évolue au gré des progrès de la facture instrumentale et certains instruments ne sont utilisés qu'occasionnellement sans renommer les bandes. Ainsi, la flûte traversière est introduite pour remplacer des charges vacantes de musettes du Poitou.
Au XVIIIe siècle, la musique de la Grande Écurie ne se réduit plus qu'en deux groupes : une bande de trompettes et timbales, et une bande de hautbois et bassons. 
À partir de 1690, la musique de la Grande Écurie entre dans une longue période de déclin, puis les frontières entre les trois organisations musicales royales que sont la Musique de la Chambre du roi, la Chapelle royale et la Grande Écurie s’estompent progressivement, jusqu’à leur fusion en un seul (par édit en 1761).
Les charges de musiciens pouvant se transmettre héréditairement, il s'était créé à l'intérieur de la musique de l'Écurie de véritables dynasties de musiciens, surtout à partir de la seconde moitié du XVIIIe siècle : famille Chédeville, famille Hotteterre, famille Marchand, famille Philidor. Ces familles jouèrent un rôle considérable dans le développement et l'édition d'un répertoire instrumental et également dans l'amélioration de la facture des instruments à vent (justesse, homogénéité des registres, ajout de clés, invention du hautbois, instruments fabriqués en plusieurs corps...).
« Dans la seconde partie du règne de Louis XIV, les instruments à vent vont être peu à peu intégrés dans toutes les institutions de la vie musicale de la cour, de la chapelle à la chambre du roi en passant par l'opéra. Pour pouvoir se mélanger aux violons et aux violes, les « hauts instruments » ont dû considérablement adapter leur facture pour acquérir un son plus doux et une meilleure souplesse chromatique. D'autre part, le diapason des instruments d'extérieur (ton de l'Ecurie) était une quarte plus haut que celui des cordes (ton de la Chambre). C'est donc à une véritable révolution de la facture instrumentale que se sont livrés les Philidor et Hotteterre, à la fois facteurs et instrumentistes, pour s'intégrer à la musique de chambre dans les dernières années du XVIIᵉ siècle. »

### Enregistrements (sélection)
- Fastes de la grande écurie, compositeurs : Jean-Baptiste Lully, François-André Danican Philidor, Eustache Du Caurroy, Louis Couperin, François Roberday ; artistes : Syntagma Amici, Giourdina, (1 CD, label Ricercar RIC439, 2022)

## La Grande Écurie dans la culture
- La Mission, tome 7 de la série de bande dessinée L'Épervier de Patrice Pellerin aux éditions Soleil, 2009.